# Аксиома параллельности Евклида
Аксио́ма паралле́льности Евкли́да, или пя́тый постула́т, — одна из аксиом, лежащих в основании классической планиметрии. Впервые приведена в «Началах» Евклида:

И если прямая, падающая на две прямые, образует внутренние и по одну сторону углы, меньшие двух прямых, то продолженные неограниченно эти прямые встретятся с той стороны, где углы меньше двух прямых.
Оригинальный текст (др.-греч.)Καὶ ἐὰν εἰς δύο εὐθείας εὐθεῖα ἐμπίπτουσα τὰς ἐντὸς καὶ ἐπὶ τὰ αὐτὰ μέρη γωνίας δύο ὀρθῶν ἐλάσσονας ποιῇ, ἐκβαλλομένας τὰς δύο εὐθείας ἐπ' ἄπειρον συμπίπτειν, ἐφ' ἃ μέρη εἰσὶν αἱ τῶν δύο ὀρθῶν ἐλάσσονες.
— ΣTOIXEIA EΥKΛEI∆OΥ
Евклид использует понятия постулат и аксиома, не объясняя их различия; в разных манускриптах «Начал» Евклида разбиение утверждений на аксиомы и постулаты различно, равно как не совпадает и их порядок. В классическом издании «Начал» Гейберга сформулированное утверждение является пятым постулатом.
На современном языке текст Евклида можно переформулировать так:

Если [на плоскости] при пересечении двух прямых третьей сумма внутренних односторонних углов меньше 180°, то эти прямые при достаточном продолжении пересекаются, и притом с той стороны, с которой эта сумма меньше 180°.

Уточнение, с какой именно стороны пересекаются прямые, Евклид добавил, вероятно, для ясности — легко доказать, что оно вытекает из самого факта существования пересечения.
Пятый постулат чрезвычайно сильно отличается от других постулатов Евклида, более простых и очевидных (см. Начала Евклида). Поэтому в течение двух тысячелетий не прекращались попытки исключить его из списка аксиом и вывести как теорему. Все эти попытки окончились неудачей. «Вероятно, невозможно в науке найти более захватывающую и драматичную историю, чем история пятого постулата Евклида». Несмотря на отрицательный результат, эти поиски не были напрасны, так как в конечном счёте привели к пересмотру научных представлений о геометрии Вселенной.

## Равносильные формулировки постулата о параллельных
В современных источниках обычно приводится другая формулировка постулата о параллельных, равносильная V постулату и принадлежащая Проклу (её иногда называют аксиомой Плейфера):

В плоскости через точку, не лежащую на данной прямой, можно провести одну и только одну прямую, параллельную данной.

В этой формулировке слова «одну и только одну» часто заменяют на «только одну» или «не более одной», так как существование хотя бы одной такой параллельной сразу следует из теорем 27 и 28 «Начал» Евклида.
Вообще у V постулата имеется огромное количество равносильных формулировок, многие из которых сами по себе кажутся довольно очевидными. Вот некоторые из них.
- Существует прямоугольник (хотя бы один), то есть четырёхугольник, у которого все углы прямые[9].
- Существуют подобные, но не равные треугольники (аксиома Валлиса, 1693). И здесь достаточно, чтобы существовала хотя бы одна пара таких треугольников[9].
- Любую фигуру можно пропорционально увеличить.
  - Вариант: существует по меньшей мере одна фигура, которую можно пропорционально увеличить.
- Существует треугольник сколь угодно большой площади.
- Прямая, проходящая через точку внутри угла (меньшего, чем {\displaystyle 180^{\circ }}), пересекает по крайней мере одну его сторону (аксиома Иоганна Фридриха Лоренца, 1791).
- Через каждую точку внутри острого угла всегда можно провести прямую, пересекающую обе его стороны (одно из предположений Лежандра, 1800).
- Сближающиеся прямые рано или поздно пересекутся.
  - Вариант: перпендикуляр и наклонная к одной и той же прямой непременно пересекаются. Утверждение известно как постулат Лежандра, хотя эта формулировка встречалась ещё в XIII веке у ат-Туси.
- Точки, равноудалённые от данной прямой (по одну её сторону), образуют прямую.
  - Вариант: расстояние между параллельными прямыми всегда постоянно, то есть параллельные прямые не могут ни сближаться, ни расходиться.
- Если две прямые начали сближаться, то невозможно, чтобы они затем начали (в ту же сторону, без пересечения) расходиться (аксиома Роберта Симсона, 1756).
  - Вариант: Если две прямые в одну сторону расходятся, то в другую — сближаются.
- Сумма углов одинакова у всех треугольников.
  - Вариант: существует, как минимум, одна пара неравновеликих треугольников с одинаковой суммой углов.
- Существует треугольник (по меньшей мере один), сумма углов которого равна двум прямым углам[9].
- Две прямые, параллельные третьей, параллельны и друг другу (аксиома Остроградского, 1855).
- Линия, ортогональная некоторому семейству параллельных прямых, является прямой.
- Прямая, пересекающая одну из параллельных прямых, непременно пересечёт и другую.
- Для всякого невырожденного треугольника существует описанная окружность (аксиома Фаркаша Бойяи).
- Справедлива теорема Пифагора (как минимум в одном прямоугольном треугольнике).
  - Вариант: пространство имеет Евклидову метрику.
- Отношение длины окружности к её диаметру является константой, то есть одинаково для любой окружности.
- Существует окружность (хотя бы одна), у которой отношение длины окружности к её диаметру равно числу Пи.

Равносильность их означает, что все они могут быть доказаны, если принять V постулат, и наоборот, заменив V постулат на любое из этих утверждений, мы сможем доказать исходный V постулат как теорему.
Если вместо V постулата допустить, что для пары точка — прямая V постулат неверен, то полученная система аксиом будет описывать геометрию Лобачевского. Понятно, что в геометрии Лобачевского все вышеперечисленные равносильные утверждения неверны.
Пятый постулат резко выделяется среди других, вполне очевидных, он больше похож на сложную, неочевидную теорему. Евклид, вероятно, сознавал это, и поэтому первые 28 предложений в «Началах» доказываются без его помощи.
«Евклиду безусловно должны были быть известны различные формы постулата о параллельных». Почему же он выбрал приведённую, сложную и громоздкую? Историки высказывали различные предположения о причинах такого выбора. В. П. Смилга полагал, что Евклид такой формулировкой указывал на то, что данная часть теории является незавершённой. М. Клайн обращает внимание на то, что пятый постулат Евклида имеет локальный характер, то есть описывает событие на ограниченном участке плоскости, в то время как, например, формулировка Прокла утверждает факт параллельности, который требует рассмотрения всей бесконечной прямой. Надо пояснить, что античные математики избегали использовать актуальную бесконечность; например, второй постулат Евклида утверждает не бесконечность прямой, а всего лишь то, что «прямую можно непрерывно продолжать». С точки зрения античных математиков, вышеприведённые эквиваленты постулата о параллельных могли казаться неприемлемыми: они либо ссылаются на актуальную бесконечность или (ещё не введённое) понятие измерения, либо тоже не слишком очевидны. Ещё одну версию выдвинул историк Имре Тот: евклидова формулировка, возможно, была вначале (ошибочно доказанной) теоремой у кого-то из предшественников Евклида, и когда убедились, что доказать её не удаётся, статус теоремы повысили до постулата, не меняя текста формулировки.

## Абсолютная геометрия
Если из списка аксиом исключить V постулат, то полученная система аксиом будет описывать так называемую абсолютную геометрию. В частности, первые 28 теорем «Начал» Евклида доказываются без использования V постулата и поэтому относятся к абсолютной геометрии. Для дальнейшего отметим две теоремы абсолютной геометрии:
- Параллельные прямые существуют; это следует из теорем 27 и 28 «Начал» Евклида.
- При продолжении двух прямых от точки их пересечения расстояние между ними неограниченно возрастает[13].

## Попытки доказательства
Математики с давних времён пытались «улучшить Евклида» — либо исключить пятый постулат из числа исходных утверждений, то есть доказать его, опираясь на остальные постулаты и аксиомы, либо заменить его другим, столь же очевидным, как другие постулаты. Надежду на достижимость этого результата поддерживало то, что IV постулат Евклида (все прямые углы равны) действительно оказался лишним — он был строго доказан как теорема и исключён из перечня аксиом.
За два тысячелетия было предложено много доказательств пятого постулата, но в каждом из них рано или поздно обнаруживалась логическая ошибка («порочный круг в доказательстве»): оказывалось, что среди явных или неявных посылок содержится утверждение, которое не удаётся доказать без использования того же пятого постулата.
Прокл (V век н. э.) в «Комментарии к I книге Начал Евклида» сообщает, что такое доказательство предложил Клавдий Птолемей, критикует его доказательство и предлагает своё собственное. В несколько упрощённом виде его можно описать так: пусть прямая {\displaystyle b} проходит через заданную точку {\displaystyle A} параллельно прямой {\displaystyle a}; докажем, что любая другая прямая {\displaystyle c}, проведённая через ту же точку, пересекается с прямой {\displaystyle a}. Как упоминалось выше, расстояние между прямыми от точки их пересечения возрастает неограниченно (ещё раз подчеркнём, что доказательство этой теоремы не опирается на V постулат). Но тогда в конце концов расстояние между {\displaystyle c} и {\displaystyle b} превысит расстояние между параллельными прямыми, то есть прямые {\displaystyle c} и {\displaystyle a} пересекутся.
Приведённое доказательство опирается на допущение, что расстояние между двумя параллельными прямыми постоянно (или, по крайней мере, ограничено). Впоследствии выяснилось, что это допущение равносильно V постулату.
Посидоний (I век до нашей эры)  предложил определить параллельные как прямые, на всём протяжении равноудалённые друг от друга. Из такого определения легко выводится пятый постулат. Однако определение Посидония некорректно: ниоткуда не следует, что линия, равноудалённая от данной прямой, есть прямая.
После упадка античной культуры V постулатом занялись математики стран ислама. Доказательство ал-Джаухари, ученика ал-Хорезми (IX век),
неявно подразумевало: если при пересечении двух прямых какой-либо третьей накрест-лежащие углы равны, то то же имеет место при пересечении тех же двух прямых любой другой. И это допущение равносильно V постулату.
Сабит ибн Курра (IX век) дал два доказательства; в первом он опирается на предположение, что если две прямые удаляются друг от друга с одной стороны, они обязательно приближаются с другой стороны. Во втором, как и Посидоний, он исходит из существования равноотстоящих прямых, причём этот факт ибн Курра пытается вывести из представления о «простом движении», т. е. о равномерном движении на фиксированном расстоянии от прямой (ему представляется очевидным, что траектория такого движения — тоже прямая).
Каждое из двух упомянутых утверждений Ибн Курры равносильно V постулату.
Аналогичную ошибку сделал ибн ал-Хайсам, но он впервые рассмотрел фигуру, позже получившую название «четырёхугольник Ламберта» — четырёхугольник, у которого три внутренних угла — прямые. Он сформулировал три возможных варианта для четвёртого угла: острый, прямой, тупой. Обсуждение этих трёх гипотез, в разных вариантах, многократно возникало в позднейших исследованиях.
Поэт и математик Омар Хайям подверг критике попытки ввести в геометрию механическое движение. Он предложил заменить V постулат на другой, более простой: две сходящиеся прямые пересекаются, и невозможно, чтобы две сходящиеся прямые расходились в направлении схождения. Каждая из двух частей этого утверждения равносильна постулату Евклида.
Ал-Абхари предложил доказательство, сходное с доказательством ал-Джаухари. Это доказательство приводит в своей книге ас-Самарканди, и ряд исследователей считал его автором самого ас-Самарканди. Доказательство исходит из верного в абсолютной геометрии утверждения о том, что для всякой прямой, пересекающей стороны данного угла, может быть построена ещё одна прямая, пересекающая стороны этого же угла и отстоящая от его вершины дальше, чем первая. Но из этого утверждения автор делает логически необоснованный вывод о том, что через всякую точку внутри данного угла можно провести прямую, пересекающую обе стороны этого угла, — и основывает на этом последнем утверждении, равносильном V постулату, всё дальнейшее доказательство.
Насир ад-Дин ат-Туси предложил построение, аналогичное построению Омара Хайяма.
Отметим, что сочинения ат-Туси стали известны Джону Валлису, и тем самым сыграли роль в развёртывании исследований по неевклидовой геометрии в Европе.
Первую в Европе известную нам попытку доказательства аксиомы параллельности Евклида предложил живший в Провансе (Франция) Герсонид (он же Леви бен Гершом, XIV век). Его доказательство опиралось на утверждение о существовании прямоугольника.
К XVI веку относится доказательство учёного-иезуита Христофора Клавиуса. Доказательство его, как и у ибн Курры, основывалось на утверждении, что линия, равноотстоящая от прямой — тоже прямая.
Валлис в 1693 году в одной из своих работ воспроизводит перевод сочинения ат-Туси и предлагает равносильную, но более простую формулировку: существуют подобные, но не равные фигуры.
Клод Клеро в своих «Началах геометрии» (1741), как и Герсонид, вместо V постулата взял его эквивалент «существует прямоугольник».
В целом можно сказать, что все перечисленные попытки принесли немалую пользу: была установлена связь между V постулатом и другими утверждениями, были отчётливо сформулированы две альтернативы V постулату — гипотезы острого и тупого угла.

## Первые наброски неевклидовой геометрии
Глубокое исследование V постулата, основанное на совершенно оригинальном принципе, провёл в 1733 году итальянский монах-иезуит, преподаватель математики Джироламо Саккери. Он опубликовал труд под названием «Евклид, очищенный от всех пятен, или же геометрическая попытка установить самые первые начала всей геометрии». Идея Саккери состояла в том, чтобы заменить V постулат противоположным утверждением, вывести из новой системы аксиом как можно больше следствий, тем самым построив «ложную геометрию», и найти в этой геометрии противоречия или заведомо неприемлемые положения. Тогда справедливость V постулата будет доказана от противного.
Саккери рассматривает всё те же три гипотезы о 4-м угле четырёхугольника Ламберта. Гипотезу тупого угла он отверг сразу по формальным соображениям. Легко показать, что в этом случае вообще все прямые пересекаются, а тогда можно заключить, что V постулат Евклида справедлив — ведь он как раз и утверждает, что при некоторых условиях прямые пересекаются. Отсюда делается вывод, что «гипотеза тупого угла всегда целиком ложна, так как она сама себя разрушает».
После этого Саккери переходит к опровержению «гипотезы острого угла», и здесь его исследование гораздо интереснее. Он допускает, что она верна, и, одно за другим, доказывает целый ряд следствий. Сам того не подозревая, он продвигается довольно далеко в построении геометрии Лобачевского. Многие теоремы, доказанные Саккери, выглядят интуитивно неприемлемыми, но он продолжает цепочку теорем. Наконец, Саккери доказывает, что в «ложной геометрии» любые две прямые или пересекаются, или имеют общий перпендикуляр, по обе стороны от которого они удаляются друг от друга, или же удаляются друг от друга с одной стороны и неограниченно сближаются с другой. В этом месте Саккери делает неожиданный вывод: «гипотеза острого угла совершенно ложна, так как противоречит природе прямой линии».
Видимо, Саккери чувствовал необоснованность этого «доказательства», потому что исследование продолжается. Он рассматривает эквидистанту — геометрическое место точек плоскости, равноотстоящих от прямой; в отличие от своих предшественников, Саккери понимает, что в рассматриваемом случае это вовсе не прямая. Однако, вычисляя длину её дуги, Саккери допускает ошибку и приходит к реальному противоречию, после чего заканчивает исследование и с облегчением заявляет, что он «вырвал эту зловредную гипотезу с корнем». К сожалению, пионерская работа Саккери, изданная посмертно, не обратила на себя того внимания математиков, которого заслуживала, и только спустя 150 лет (1889) его соотечественник Бельтрами обнаружил этот забытый труд и оценил его историческое значение.
Во второй половине XVIII века было опубликовано более 50 работ по теории параллельных. В обзоре тех лет (Г. С. Клюгель) исследуется более 30 попыток доказать V постулат и доказывается их ошибочность. Известный немецкий математик и физик И. Г. Ламберт, с которым Клюгель переписывался, тоже заинтересовался проблемой; его «Теория параллельных линий» была издана (как и труд Саккери, посмертно) в 1786 году.
Ламберт первым обнаружил, что «геометрия тупого угла» реализуется на сфере, если под прямыми понимать большие круги. Он, как и Саккери, вывел из «гипотезы острого угла» множество следствий, причём продвинулся гораздо дальше Саккери; в частности, он обнаружил, что дополнение суммы углов треугольника до 180° пропорционально площади треугольника.
В своей книге Ламберт проницательно отметил:

Мне кажется очень замечательным, что вторая гипотеза [тупого угла] оправдывается, если вместо плоских треугольников взять сферические. Я из этого почти должен был бы сделать вывод — заключение, что третья гипотеза имеет место на какой-то мнимой сфере. Во всяком случае, должна же существовать причина, почему она на плоскости далеко не так легко поддаётся опровержению, как это могло быть сделано в отношении второй гипотезы.

Ламберт не нашёл противоречия в гипотезе острого угла и пришёл к заключению, что все попытки доказать V постулат безнадёжны. Он не высказал каких-либо сомнений в ложности «геометрии острого угла», однако, судя по другому его проницательному замечанию, Ламберт размышлял о возможной физической реальности неевклидовой геометрии и о последствиях этого для науки:

В этом есть что-то восхитительное, что вызывает желание, чтобы третья гипотеза была справедлива. И всё же я хотел бы <…>, чтобы это было не так, потому что это было бы сопряжено с целым рядом <…> неудобств. Тригонометрические таблицы стали бы бесконечно пространными, подобие и пропорциональность фигур не существовали бы вовсе <…>, астрономии пришлось бы плохо.
Замечательная работа Ламберта, как и книга Саккери, далеко опередила своё время и не вызвала интереса у тогдашних математиков. Та же судьба постигла «астральную геометрию» немецких математиков Ф. К. Швейкарта (1817) и Ф. А. Тауринуса (1826), по идеям близкую к построенной Ламбертом.
Тем временем попытки «смыть пятна» с Евклида продолжались (Луи Бертран, Лежандр, Семён Гурьев и другие). Лежандр дал целых три доказательства V постулата, ошибочность которых быстро показали его современники.
Последнее «доказательство» он опубликовал в 1823 году, за три года до первого доклада Лобачевского о новой геометрии.

## Открытие неевклидовой геометрии
В первой половине XIX века по пути, проложенному Саккери, пошли К. Ф. Гаусс,
Я. Бойяи,
Н. И. Лобачевский и
Ф. К. Швейкарт.
Но цель у них была уже иная — не разоблачить неевклидову геометрию как невозможную, а, наоборот, построить альтернативную геометрию и выяснить её возможную роль в реальном мире.
На тот момент это была совершенно еретическая идея; никто из учёных ранее не сомневался, что физическое пространство евклидово.
Интересно, что Гаусса и Лобачевского учил в молодости один и тот же учитель — Мартин Бартельс, который, впрочем, сам неевклидовой геометрией не занимался.
Первым был Швейкарт. В 1818 году он отправил Гауссу письмо с серьёзным анализом основ неевклидовой геометрии, однако воздержался от вынесения своих взглядов на публичное обсуждение. Гаусс тоже не решился опубликовать работу на эту тему, но его черновые заметки и несколько писем однозначно подтверждают глубокое понимание неевклидовой геометрии. Вот несколько характерных отрывков из писем Гаусса, где впервые в науке появляется термин «неевклидова геометрия»:

Допущение, что сумма трёх углов треугольника меньше 180°, приводит к своеобразной, совершенно отличной от нашей [евклидовой] геометрии; эта геометрия совершенно последовательна, и я развил её для себя совершенно удовлетворительно; я имею возможность решить в этой геометрии любую задачу, за исключением определения некоторой постоянной, значение которой a priori установлено быть не может.
Чем большее значение мы придадим этой постоянной, тем ближе мы подойдем к евклидовой геометрии, а бесконечно большое её значение приводит обе системы к совпадению. Предложения этой геометрии отчасти кажутся парадоксальными и непривычному человеку даже несуразными; но при строгом и спокойном размышлении оказывается, что они не содержат ничего невозможного. Так, например, все три угла треугольника можно сделать сколь угодно малыми, если только взять достаточно большие стороны; площадь же треугольника не может превысить, даже не может достичь некоторого предела, как бы велики ни были его стороны. Все мои старания найти в этой неевклидовой геометрии противоречие или непоследовательность остались бесплодными, и единственное, что в этой системе противится нашему разуму, это то, что в пространстве, если бы эта система была справедлива, должна была бы существовать некоторая сама по себе определённая (хотя нам и неизвестная) линейная величина. Но мне кажется, что мы, кроме ничего не выражающей словесной мудрости метафизиков, знаем очень мало или даже не знаем ничего о сущности пространства. (Из письма к Тауринусу, 1824)

В 1818 году в письме к австрийскому астроному Герлингу Гаусс выразил свои опасения:

Я радуюсь, что вы имеете мужество высказаться так, как если бы Вы признавали ложность нашей теории параллельных, а вместе с тем и всей нашей геометрии. Но осы, гнездо которых Вы потревожите, полетят Вам на голову.
Ознакомившись с работой Лобачевского «Геометрические исследования по теории параллельных», Гаусс энергично ходатайствует об избрании русского математика иностранным членом-корреспондентом Гёттингенского королевского общества (что и произошло в 1842 году).
Лобачевский и Бойяи проявили бо́льшую смелость, чем Гаусс, и почти одновременно (Лобачевский — в докладе 1826 года и публикации 1829 года; Бойяи — в письме 1831 года и публикации 1832 года), независимо друг от друга, опубликовали изложение того, что сейчас называется геометрией Лобачевского. Лобачевский продвинулся в исследовании новой геометрии дальше всех, и она в настоящий момент носит его имя. Но главная его заслуга не в этом, а в том, что он поверил в новую геометрию и имел мужество отстаивать своё убеждение (он даже предложил экспериментально проверить V постулат, измерив сумму углов треугольника).
Во вступлении к своей книге «Новые начала геометрии» Лобачевский решительно заявляет:

Всем известно, что в геометрии теория параллельных до сих пор оставалась несовершенной. Напрасное старание со времён Евклида, в продолжении двух тысяч лет, заставили меня подозревать, что в самых понятиях ещё не заключается той истины, которую хотели доказывать и которую проверить, подобно другим физическим законам, могут лишь опыты, каковы, например, астрономические наблюдения.<…> Главное заключение <…> допускает существование геометрии в более обширном смысле, нежели как её представил нам первый Евклид. В этом пространном виде дал я науке название Воображаемой Геометрии, где как частный случай входит Употребительная Геометрия.
Трагическая судьба Лобачевского, подвергнутого остракизму в научном мире и служебном окружении за слишком смелые мысли, показала, что опасения Гаусса были не напрасны. Но и его борьба была не напрасна. По иронии судьбы торжество смелых идей Лобачевского обеспечил (посмертно) осторожный Гаусс. В 1860-е годы была опубликована переписка Гаусса, в том числе несколько восторженных отзывов о геометрии Лобачевского, и это привлекло внимание к трудам русского математика. В 1868 году вышла статья Э. Бельтрами, который показал, что плоскость Лобачевского имеет постоянную отрицательную кривизну (у евклидовой плоскости кривизна нулевая, у сферы — положительная); очень быстро неевклидова геометрия приобрела легальный научный статус, хотя всё ещё рассматривалась как чисто умозрительная.
В конце XIX—начале XX века сначала математики (Бернхард Риман, Уильям Кингдон Клиффорд), а затем и физики (Общая теория относительности, Эйнштейн), окончательно покончили с догматом о евклидовой геометрии физического пространства.

## О доказательстве независимости
Независимость пятого постулата означает, что его отрицание не противоречит остальным аксиомам геометрии (при условии что геометрия Евклида непротиворечива).
Одновременно это означает непротиворечивость геометрии Лобачевского.
На самом деле верна следующая теорема.
Теорема. Геометрия Лобачевского непротиворечива тогда и только тогда, когда непротиворечива евклидова геометрия.
Для доказательства этой теоремы в современной математике используются модели одной геометрии в другой.
В модели для точек, прямых и других объектов первой геометрии строятся объекты в рамках второй геометрии так, 
что для построенных объектов выполняются аксиомы первой. Таким образом, если бы противоречие нашлось в первой системе аксиом, то оно нашлось бы и во второй.
Сложно точно указать, кто и когда доказал эту теорему.
В некотором смысле можно считать, что это было сделано уже Лобачевским. 
Действительно, Лобачевский заметил, что геометрия орисферы в пространстве Лобачевского является ничем иным, как евклидовой плоскостью; таким образом, существование противоречия в евклидовой геометрии влекло бы противоречие в геометрии Лобачевского.
На современном языке, Лобачевский построил модель евклидовой плоскости в пространстве Лобачевского.
В обратную сторону его построение шло аналитически, и непротиворечивость геометрии Лобачевского следовала из непротиворечивости вещественного анализа.
Несмотря на наличие этих инструментов, Лобачевский не формулировал саму теорему непротиворечивости. 
Для её строгой формулировки был необходим логический анализ оснований геометрии, сделанный позже Пашем, Гильбертом и другими.
Появлением концепции модели мы обязаны Бельтрами.
В 1868 году он построил проективную модель, конформно-евклидову модель, а также локальную модель на так называемой псевдосфере. 
Бельтрами также был первым, кто увидел связь геометрии Лобачевского с дифференциальной геометрией. 
Построенные Бельтрами модели были развиты позже Клейном и Пуанкаре, благодаря им построение было значительно упрощено, и также были обнаружены связи и приложения новой геометрии к проективной геометрии и комплексному анализу. Эти модели убедительно доказывают, что отрицание V постулата не противоречит остальным аксиомам геометрии; отсюда вытекает, что V постулат независим от остальных аксиом и доказать его невозможно.

## Пятый постулат и другие геометрии
Как показано выше, добавление пятого постулата или его отрицания к остальным аксиомам Евклида формирует геометрию Евклида или геометрию Лобачевского соответственно. Для других распространённых однородных геометрий роль пятого постулата не столь велика.
Система аксиом сферической геометрии требует более существенной переделки аксиом Евклида, поскольку в ней нет параллельных прямых. В проективной геометрии можно определить параллельные прямые как прямые, которые пересекаются только в бесконечно удалённой точке; тогда пятый постулат становится простым следствием аксиомы: «через две точки можно провести одну и только одну прямую». В самом деле, если задать прямую {\displaystyle L} и точку {\displaystyle P} вне её и затем применить указанную аксиому для {\displaystyle P} и бесконечно удалённой точки, то полученная прямая будет параллельна {\displaystyle L} и, очевидно, определена однозначно.